# Linia kolejowa nr 971
Linia kolejowa nr 971 – jednotorowa, zelektryfikowana linia kolejowa znaczenia miejscowego, łącząca stację Lubin z bocznicą szlakową Lubin KGHM.
Linia umożliwia eksploatację bocznicy KGHM i wywóz materiałów górniczych oraz hutniczych bezpośrednio w stronę Legnicy, a z postojem w kierunku Gwizdanowa.